# Mangunsari (Sawangan)
Mangunsari is een bestuurslaag in het regentschap Magelang van de provincie Midden-Java, Indonesië. Mangunsari telt 3373 inwoners (volkstelling 2010).